# Algernon George William Heber-Percy
Algernon George William Heber-Percy, britanski general, * 27. april 1904, † 27. februar 1961.